# (520) Franziska
(520) Franziska es un asteroide perteneciente al cinturón de asteroides descubierto el 27 de octubre de 1903 por Paul Götz y Maximilian Franz Wolf desde el observatorio de Heidelberg-Königstuhl, Alemania.
Se desconoce la razón del nombre.
Forma parte de la familia asteroidal de Eos.